# Rhoizema montanum
Rhoizema montanum är en nattsländeart som beskrevs av Barnard 1934. Rhoizema montanum ingår i släktet Rhoizema och familjen krumrörsnattsländor. Inga underarter finns listade i Catalogue of Life.